# Jock Stewart
William George Alexander „Jock“ Stewart (* 15. Dezember 1883 in Dufftown, Schottland; † 9. August 1950 in Bishop’s Stortford) war ein schottischer Bahnradsportler.
Zweimal, 1920 und 1924, nahm Jock Stewart an Olympischen Spielen teil. Bei den Spielen 1920 in Antwerpen startete er in drei Disziplinen. In der Mannschaftsverfolgung errang er gemeinsam mit Cyril Alden, Thomas Johnson und Albert White die Silbermedaille; im Tandemrennen belegte er mit Alden Platz vier. Bei den Spielen 1924 in Paris wurde Stewart mit einem Alter von 40 Jahren und 224 Tagen als ältester Teilnehmer geführt.